# Valverde de Llerena
Valverde de Llerena là một đô thị trong tỉnh Badajoz, Extremadura, Tây Ban Nha. Dân số 762 người diện tích là 41 km².